# Germ
Germ is een gemeente in het Franse departement Hautes-Pyrénées (regio Occitanie). De plaats maakt deel uit van het arrondissement Bagnères-de-Bigorre. Germ telde op 1 januari 2022 33 inwoners.

## Geografie
De oppervlakte van Germ bedroeg op 1 januari 2022 12,55 vierkante kilometer; de bevolkingsdichtheid was toen 2,6 inwoners per km².

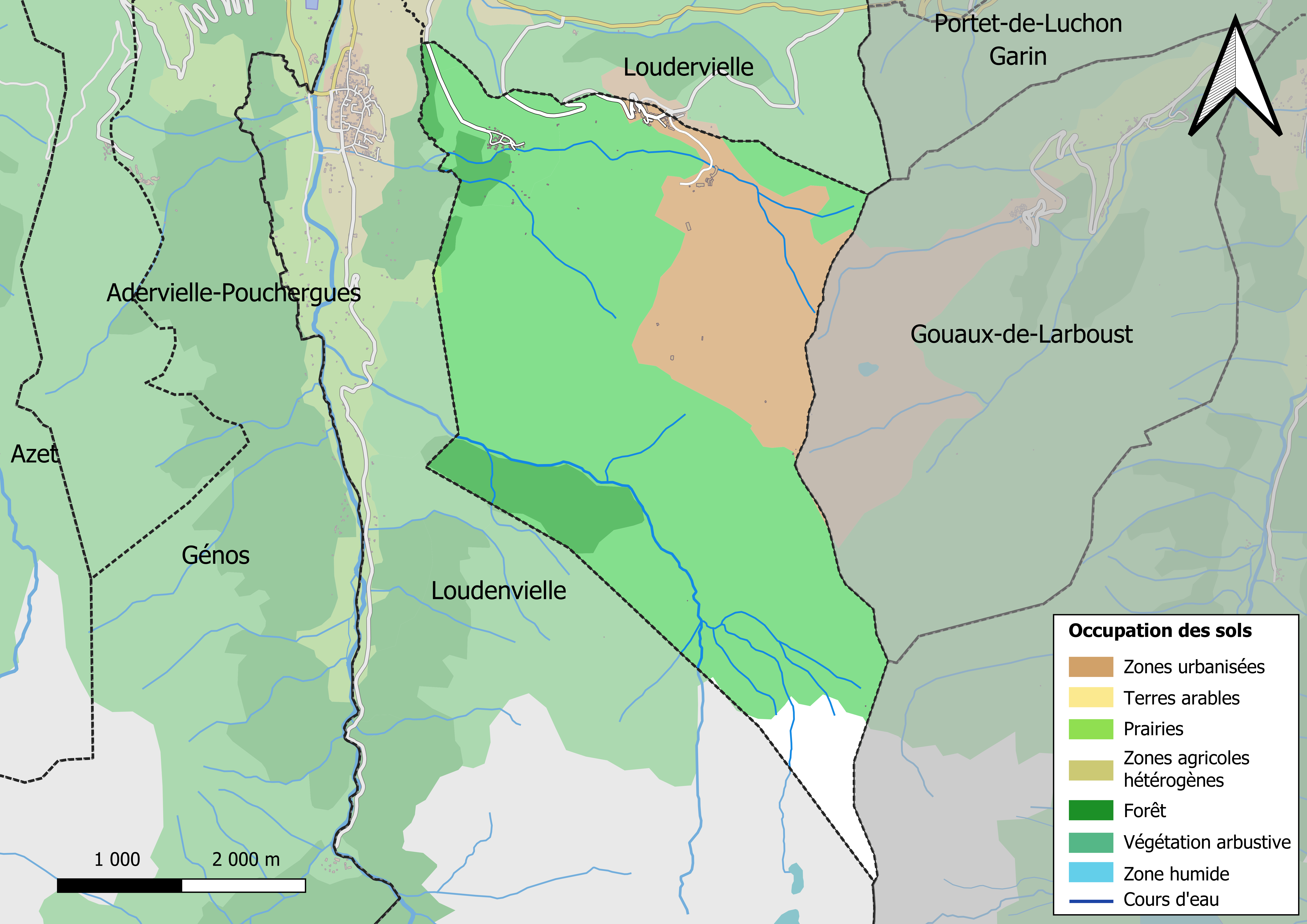
Kaart van de gemeente met belangrijkste infrastructuur, bodemgebruik en omliggende gemeenten

## Demografie
Onderstaande figuur toont het verloop van het inwonertal (bron: INSEE-tellingen).